# Laureà López Rodó
Laureà López Rodó (Barcelona, 18 de novembre de 1920 - Madrid, 11 de març de 2000) fou un polític, jurista, catedràtic i advocat català. Va ser ministre durant el franquisme i la transició espanyola.

## Biografia
Va estudiar dret a la Universitat de Barcelona i es doctorà a la Universitat Complutense de Madrid després de la Guerra Civil. El 1945 va obtenir la càtedra de Dret Administratiu de la Universitat de Santiago de Compostel·la i el 1961 es va traslladar a Madrid. Primer falangista durant la seva joventut (1935) i després membre de l'Opus Dei des de 1941 
Destacat membre de l'Opus Dei, el seu ascens polític fou paral·lel al creixement de la influència política d'aquest institut religiós en els anys cinquanta dins del règim franquista i, més endavant, també en la incipient oposició al règim, amb personatges com Rafael Calvo Serer i Antonio Fontán.
La seva germana Maria Dolors López Rodó es va casar amb Casimiro Molins Ribot

### Trajectòria durant el franquisme
Considerat com un dels principals propulsors de la política de desenvolupament dels anys seixanta a Espanya, la seva carrera política sempre va estar molt unida a la persona de l'almirall Luis Carrero Blanco. El 1956 fou nomenat secretario general técnico de la Presidencia del Gobierno per Carrero Blanco, en aquell temps ministre de la Presidència, i va realitzar una reforma profunda de l'Administració Pública de l'Estat, a més de crear l'Escuela Nacional de Administración Pública el 1960. Des del 1962, com a Comisario del Plan de Desarrollo, càrrec que fou elevat a la categoria de ministre el 1965, fins al 1973 dirigeix la preparació i aplicació dels tres Planes de Desarrollo que significaren un important creixement de l'economia espanyola. El juny de 1973, en ser nomenat Carrero Blanco President del Govern, es convertí en ministre d'Afers exteriors, càrrec en el qual només va estar uns mesos a causa de l'assassinat de Carrero el desembre d'aquell mateix any. Entre 1974 i 1975 va ser ambaixador a Viena.

### L'etapa democràtica
Després de la mort de Franco, participa en el procés de reforma i transició política, tot fundant Acció Regional, partit que posteriorment es va integrar en Aliança Popular, la coalició conservadora precedent de l'actual Partit Popular. Aquesta coalició, encapçalada per Manuel Fraga, no va assolir els resultats esperats a les primeres eleccions democràtiques de juny de 1977, però López Rodó va ser elegit diputat al Congrés dels Diputats per Barcelona i va participar activament amb esmenes a l'elaboració de la Constitució espanyola com a membre de la Comisión de Asuntos Constitucionales y Libertades Públicas.
L'any 1978 en representació del seu partit fou un dels membres de la Comissió dels Vint que al parador de Sau, les Masies de Roda, redactà l'avantprojecte de l'Estatut d'Autonomia de Catalunya de 1979. Va fer una important aportació de tècnica jurídica de dret administratiu i dret polític, mentre que alhora sovintejava les seves recances vers els anhels autonòmics de la majoria.
Posteriorment, l'any 1979, fou elegit de nou diputat per Barcelona al Congrés dels Diputats. El 1980 abandona la política i es reincorpora a la seva càtedra de la Universitat Complutense de Madrid i a l'exercici de l'advocacia. Després fundà el Club Conservador de Barcelona i la Fundació Codespa.
Convertit en un dels personatges més importants de la segona meitat del franquisme, era ferm partidari de la modernització del règim i de la seva evolució cap a una monarquia parlamentària similar a altres democràcies occidentals, i es va convertir en un dels més ferms partidaris del nomenament del llavors Príncep Joan Carles com a successor del general Franco al capdavant de la Jefatura del Estado. Va ser un dels més rellevants membres del grup dels anomenats "tecnòcrates".
Va ser acadèmic de número de la Real Academia de Jurisprudencia y Legislación (1984), de la Real Academia de Ciencias Morales y Políticas (1963) i de la Real Academia de Ciencias Económicas y Financieras (1979). Doctor honoris causa per la Universitat de Coimbra i per la Universitat d'Aix-Marsella; conseller de número del Consejo Superior de Investigaciones Científicas (1953); conseller del Consejo Internacional de Ciencias Sociales de la UNESCO (1981); membre de l'Asociación Internacional de Derecho Comparado; president del Comité Ejecutivo del Instituto Internacional de Ciencias Administrativas (1977 a 1983), i altres nombroses ocupacions en la seva activitat dins els àmbits de les corporacions científiques i juridicoadministratives.
El 1992 va estar implicat en els pagaments de la caixa B del PP 
És autor d'un gran nombre de publicacions, articles i treballs sobre teoria política i juridicoadministrativa, i també promotor d'importants avantprojectes i projectes de llei.

## Obres
- El Coadyuvante en lo Contencioso-administrativo, Madrid,1943
- El Patrimonio Nacional, Madrid, 1954
- Justicia y Administración en el Reino Unido, Madrid, 1958
- Estructura y funciones de la Administración Financiera, Madrid, 1963
- La Administración Pública y las transformaciones socio-económicas, Madrid, 1963
- Política y Desarrollo, Madrid, Aguilar, 1970
- Nuevo horizonte del Desarrollo, Aguilar, 1972
- La larga marcha hacia la monarquía, Barcelona, Noguer, 1977, 5a, 691 pàgs.
- Aspectos económicos y fiscales de la autonomía, Barcelona, 1979
- Las autonomias, encrucijada de España, Aguilar, 1980
- Estado y Comunidades Autónomas, Abella, 1984
- Testimonio de una Política de Estado, Planeta, 1987
- Ambigüedadessysilencios de la Constitución (1988)
- Memorias (I), Esplugues de Llobregat, Plaza & Janés, 1990, 1a, 789 pàgs.
- Memorias:(II) Años decisivos, Espluges de Llobregat, Plaza & Janés, 1991, 1a, 730 pàgs.
- Memorias:(III) El principio del fin, Esplugues de Llobregat, Plaza & Janés, 1992, 1a, 736 pàgs.
- Memorias:(IV) Claves de la Transición, Plaza & Janés, 1993